# No Tears Left to Cry
"No Tears Left to Cry"는 아리아나 그란데의 노래이다. 빌보드 핫 100 3위와 영국 싱글 차트 2위를 한 곡이다. 미국 음반 산업 협회(RIAA) 인증 트리플 플래티넘 등급을 받은 곡이다.